# Abuna Yemata Guh
Abuna Yemata Guh es una iglesia monolítica ubicada en el woreda de Hawzen, en la región de Tigray, Etiopía . Está situada a una altitud de 2580 metros  y solo es posible acceder a ella a pie. Destaca por su arquitectura, sobre todo por la cúpula y por sus pinturas murales, que datan del siglo V.

## Características
La iglesia forma parte de un conjunto de 35 iglesias excavadas en la roca, la mayor concentración en Etiopía.  Su situación remota en las montañas hace muy difícil el acceso; los visitantes han de subir escalando por paredes verticales, con la ayuda de cuerdas y asideros.

## Historia
Según la leyenda local, la iglesia fue tallada en el siglo VI y dedicada a Abuna Yemata (también conocida como Abba Yem'ata), uno de los Nueve Santos, monjes miafisitas que huían de las persecuciones en Mesopotamia y Palestina. 

## Pinturas en la iglesia

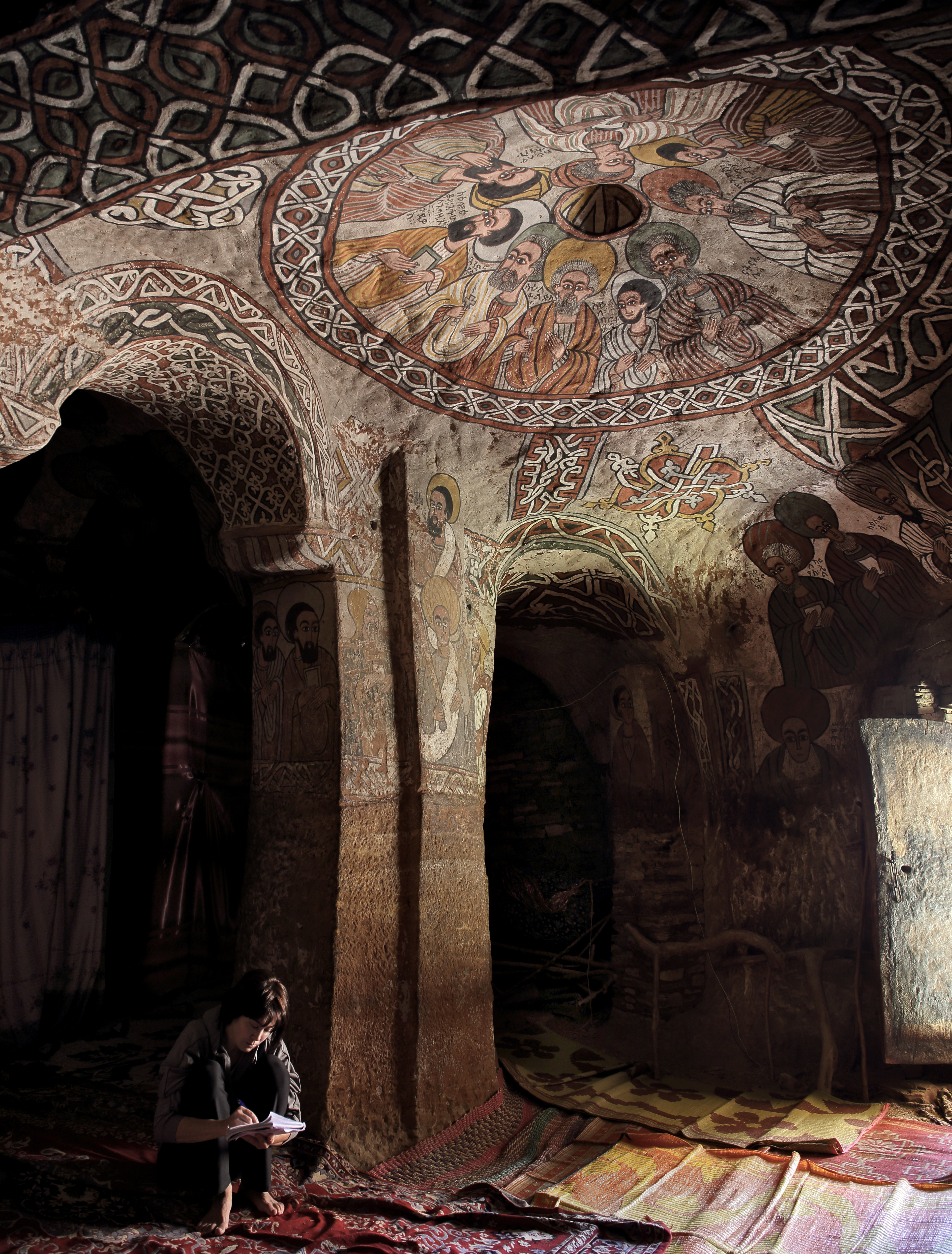
Interior de la iglesia

Las pinturas de los muros y cúpulas de la iglesia se conservan en un estado razonable. Se llevó a cabo un amplio estudio para comprender la razón detrás de este fenómeno. El diseño de las tracerías de la iglesia reproduce las que se encuentran en las iglesias cercanas de Gheralta, como la iglesia de Debre Tsion. Hay más pinturas que representan figuras del Antiguo Testamento que del Nuevo Testamento .  Los frescos están muy bien conservados gracias al aire seco y la falta de humedad.  Su origen está en los inicios del cristianismo en Etiopía y representan los nueve santos y los doce apóstoles. Los iconos más antiguos se encuentran en forma de dípticos y trípticos que datan del siglo XV.